# Tokčchon
Město Tokčchon (korejsky 덕천시 – Tŏkčchŏn si v původním zápise čínskými znaky:德川市) je město v provincii Jižní Pchjongan v Severní Koreji. Leží na severním okraji provincie, na severu hraničí s provincií Severní Pchjongan.
Během japonské okupace Koreje v letech 1910–1945 se Tokčchon jmenoval Tokugawa (德川市 – Tokugawa-ši).
Nejvýznamnějším průmyslem je výroba automobilů v motorovém závodě Sŭngni.
Přes město vede železniční trať Pchongjang – Kudžang.